# 2598 Merlin
För andra betydelser, se Merlin (olika betydelser).
2598 Merlin eller 1980 RY är en asteroid i huvudbältet som upptäcktes den 7 september 1980 av den amerikanske astronomen Edward L.G. Bowell vid Anderson Mesa Station. Den är uppkallad efter trollkarlen Merlin.
Asteroiden har en diameter på ungefär 15 kilometer och den tillhör asteroidgruppen Dora.